# Michela Torrenti
Michela Torrenti (Roma, 10 agosto 1977) è un'ex judoka italiana.

## Biografia
Nata a Roma nel 1977, a 30 anni ha partecipato ai Giochi olimpici di Pechino 2008, nei +78 kg (pesi massimi), uscendo al primo turno, sconfitta dall'australiana Janelle Shepherd.